# Shut In (film 2016)
Shut In è un film del 2016 diretto da Farren Blackburn.

## Trama
Richard Portman e suo figlio Stephen iniziano una lite mentre viaggiano in auto. In preda ad uno scatto d'ira il giovane ragazzo si scaglia contro il padre che perde il controllo dell'auto che, dopo aver invaso la corsia opposta, finisce contro un Tir.
Sei mesi dopo Mary Portman, vedova di Richard, accudisce il figliastro Stephen, ora in stato vegetativo. Lei è una psichiatra che, per occuparsi di Stephen, riceve i suoi clienti nella sua grande casa, circondata dai boschi del Maine. Ha in cura molti giovani, ma è particolarmente affezionata ad un bambino sordomuto di nome Tom che si trova in orfanotrofio ed ha cambiato molte famiglie e scuole per via dei suoi comportamenti a volte violenti.
Una sera molto fredda, il bambino si presenta improvvisamente a casa di Mary, che intenta ad aiutarlo chiama una sua amica e collega, ma nel mentre il piccolo scappa. Mary, preoccupata che il bambino possa essere in pericolo o disperso, avverte subito lo sceriffo. I giorni successivi la donna inizia ad avvertire delle presenze e la notte più volte si trova ad affrontare un'entità che non riesce ad identificare. Perciò si rivolge al dottor Wilson, suo amico, che le consiglia di effettuare delle analisi, ipotizzando che quelle visioni siano causate dall'eccessivo stress e stanchezza. Le consiglia anche di mandare suo figlio in un istituto e così ricominciare a vivere, cosa che lei prende seriamente in considerazione.
All'indomani di una tempesta di neve annunciata, Mary riceve la videochiamata del dottore che, viste le sue analisi, le comunica il suo disappunto per non avergli comunicato di aver assunto numerosi medicinali senza prescrizione. Mary sostiene di non aver preso alcun medicinale e piuttosto stizzita se ne va lasciando la webcam del pc accesa. Pochi secondi dopo il dottore, nel buio dell'altra stanza vede una figura correre e capisce che la psichiatra non stava mentendo, non aveva delle allucinazioni e probabilmente era stata più volte drogata a sua insaputa, perciò dopo aver tentato invano di ricontattare la donna si mette in macchina non potendo contare sul pronto intervento per via dello stato di emergenza dovuto alla tempesta in arrivo.
Nel frattempo Mary, cercando la causa dei rumori, si reca in cantina dove trova Tom rinchiuso ma viene colpita da Stephen. Poco dopo si risveglia nuda, legata e imbavagliata nella vasca, con vicino a sé il figliastro. Questi non mostra più alcun handicap fisico ma è evidentemente disturbato dal punto di vista psichico. Le spiega come la morte del padre non fosse stata accidentale e come lui avesse architettato tutto fingendosi poi un vegetale per poter restare con lei. Poi mentre i suoi piani filavano perfettamente è arrivato Tom, e subito dopo ha sentito lei parlare di un istituto.
Lasciata sola, Mary riesce abilmente a liberarsi e rigettare la pillola precedentemente ingerita per correre poi fuori in cerca di Tom. Ne nasce una caccia con la donna che cerca di salvaguardare il bambino dalla cieca gelosia di Stephen.
Nel frattempo il dottor Wilson arriva a casa, preoccupato per Mary, ma viene sorpreso da Stephen che lo pugnala mortalmente. Grazie all'ultimo consiglio del dottore la donna riesce però a fuggire di casa insieme al bambino, ferendo il figliastro. Quest'ultimo però si riprende e dopo un inseguimento nella neve prova ad affogare Tom nel vicino laghetto. Mary allora colpisce Stephen col martello preso da quest'ultimo che cade senza vita in acqua, salvando così il piccolo Tom.
Mary potrà poi voltare pagina adottando il piccolo Tom.

## Produzione
Il 5 novembre 2014, EuropaCorp annunciò di aver contattato Farren Blackburn per dirigere un thriller psicologico basato sul sondaggio The Black List del 2012, scritta da Christina Hodson.  EuropaCorp avrebbe finanziato e distribuito il film in tutto il mondo e co-prodotto il film con Lava Bear Films. Naomi Watts è stata scritturata per svolgere il ruolo principale. Il 18 marzo 2015, Oliver Platt, Charlie Heaton, David Cubitt, Jacob Tremblay, e Clementine Poidatz sono stati aggiunti al cast del film.

## Distribuzione
Nel mese di marzo 2015, EuropaCorp fissò l'uscita del film per il 19 Febbraio 2016. Il 15 dicembre 2015, la data di uscita è stata rinviata al 17 giugno 2016. Nel mese di febbraio 2016, la data di uscita è stato cambiata di nuovo al 9 settembre 2016. Nel maggio 2016, la data di uscita è stata definitivamente rinviata al 7 dicembre 2016 per l'Italia.